# Monocapa
Una monocapa és una sola capa d'àtoms, molècules o cèl·lules estretament empaquetades. En alguns casos és referit també a una capa monomolecular autoensamblada.
Les monocapes superficials són conegudes des de l'antiguitat, encara que fins a principis del segle xx, amb Agnes Pockels, no es van estudiar en profunditat. Langmuir va ser guardonat amb el premi Nobel de Química en 1932 pels seus estudis de la química de superfícies, usant monocapas flotants per aprendre sobre la naturalesa de les forces intermoleculars.